# فهرست دادارباوران

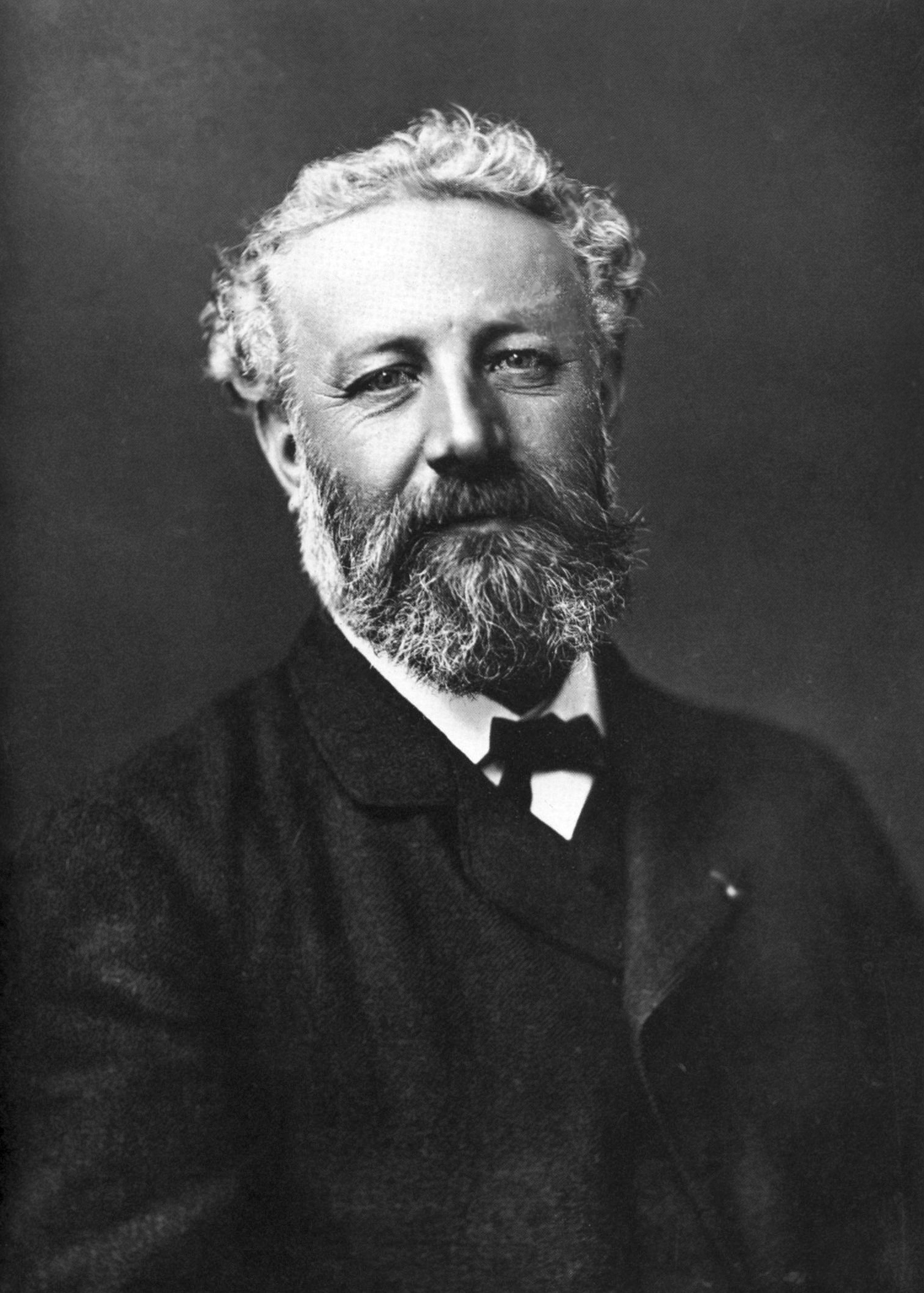
ژول ورن

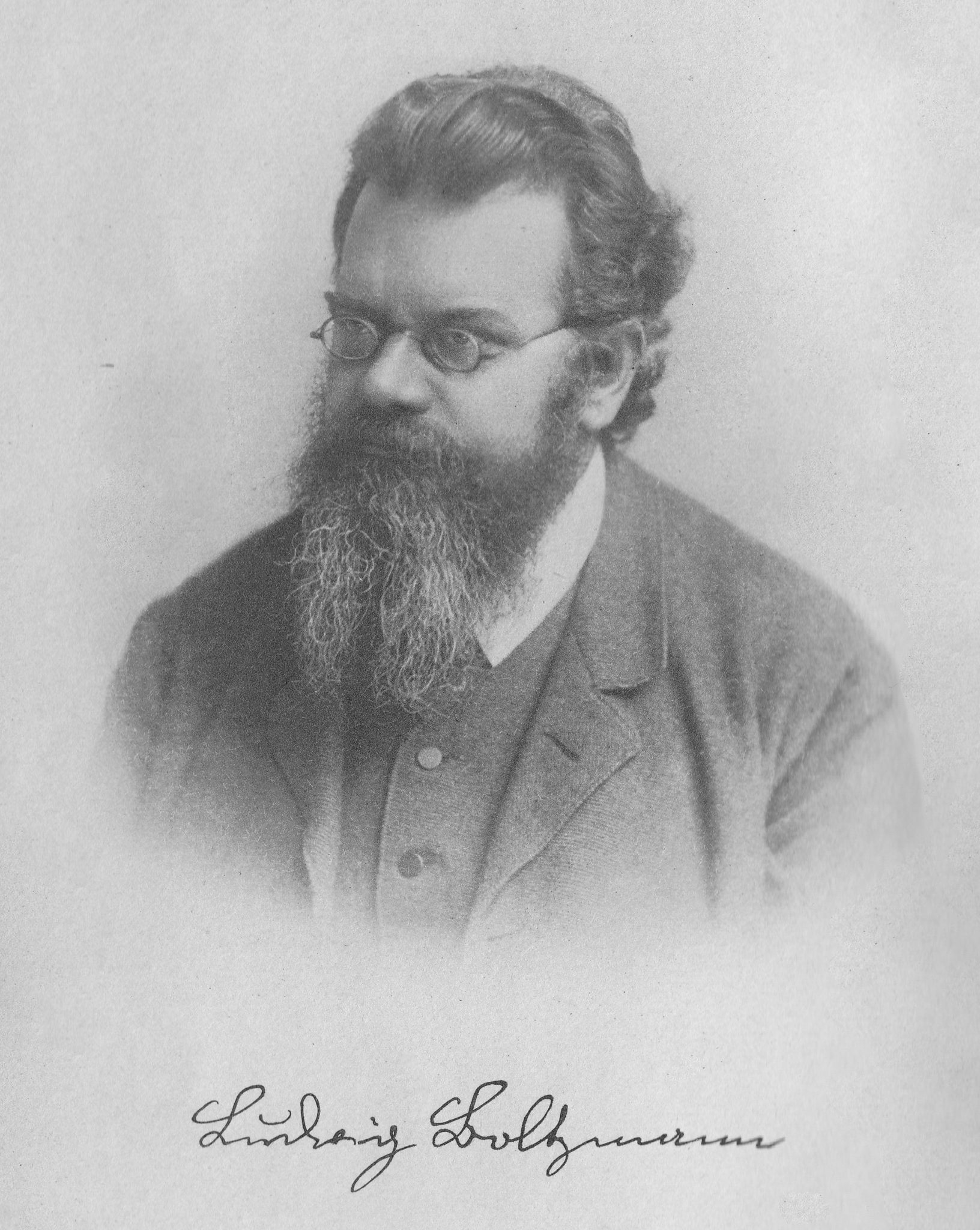
لودویگ بولتزمان

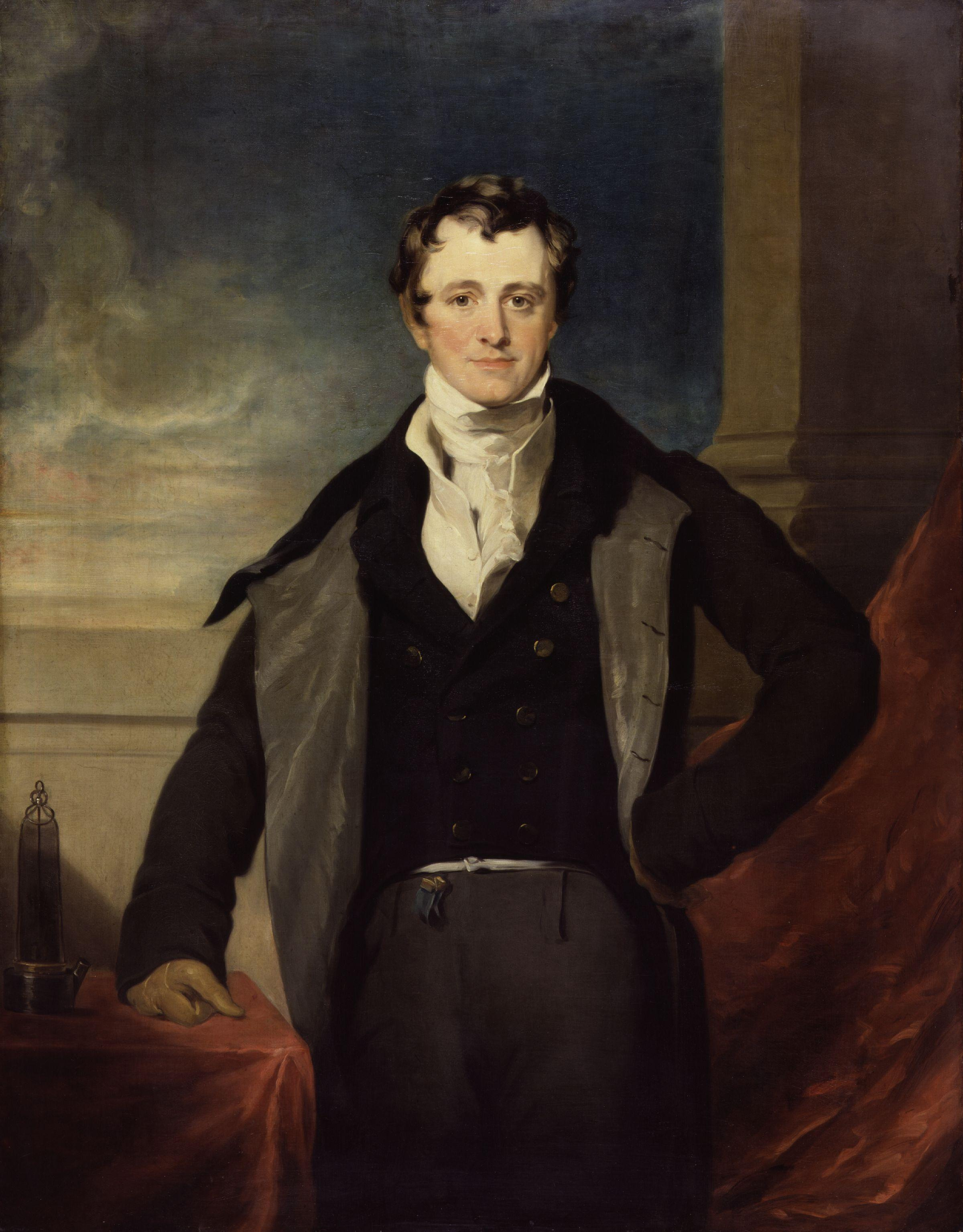
هامفری دیوی

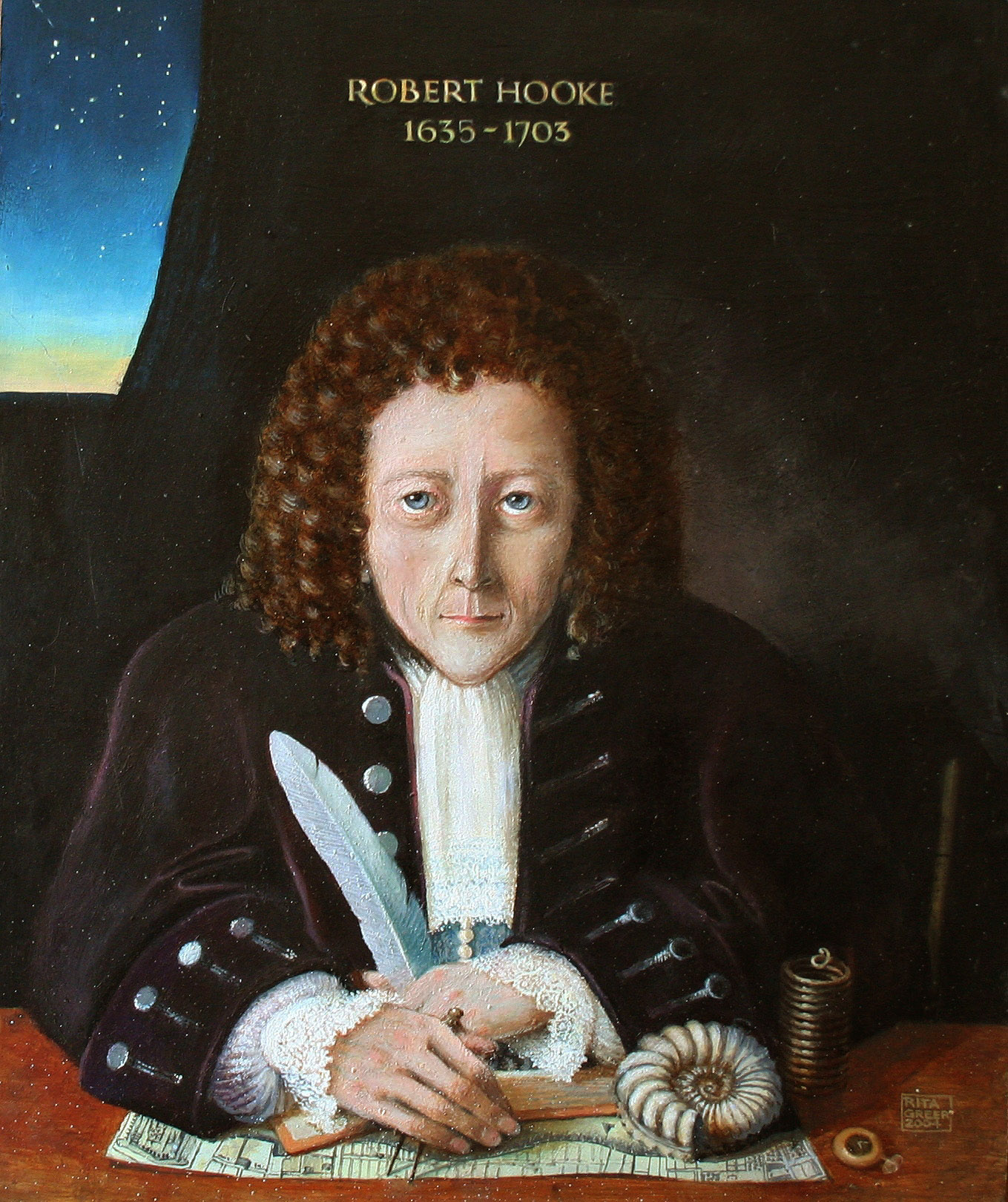
رابرت هوک

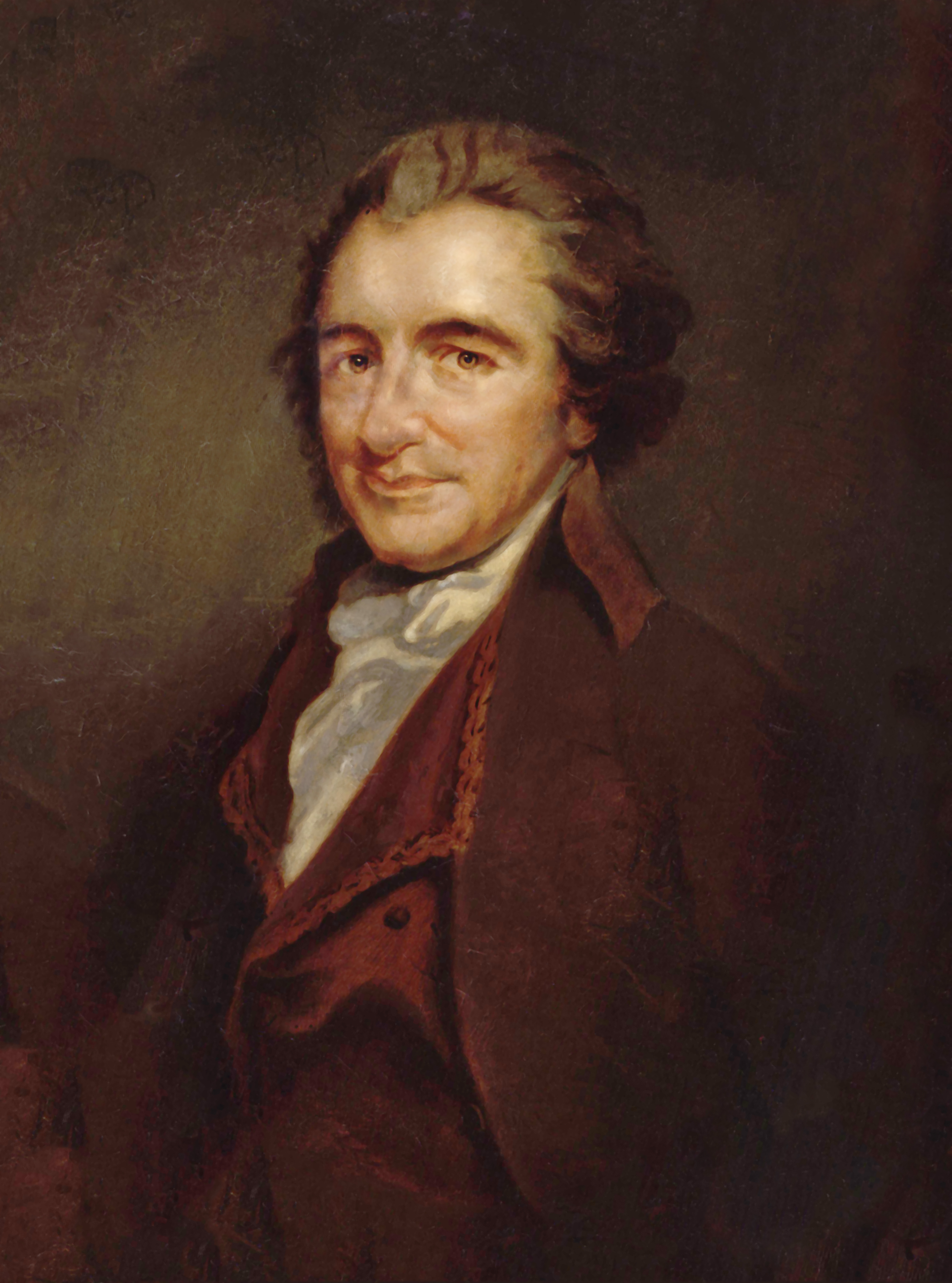
توماس پین

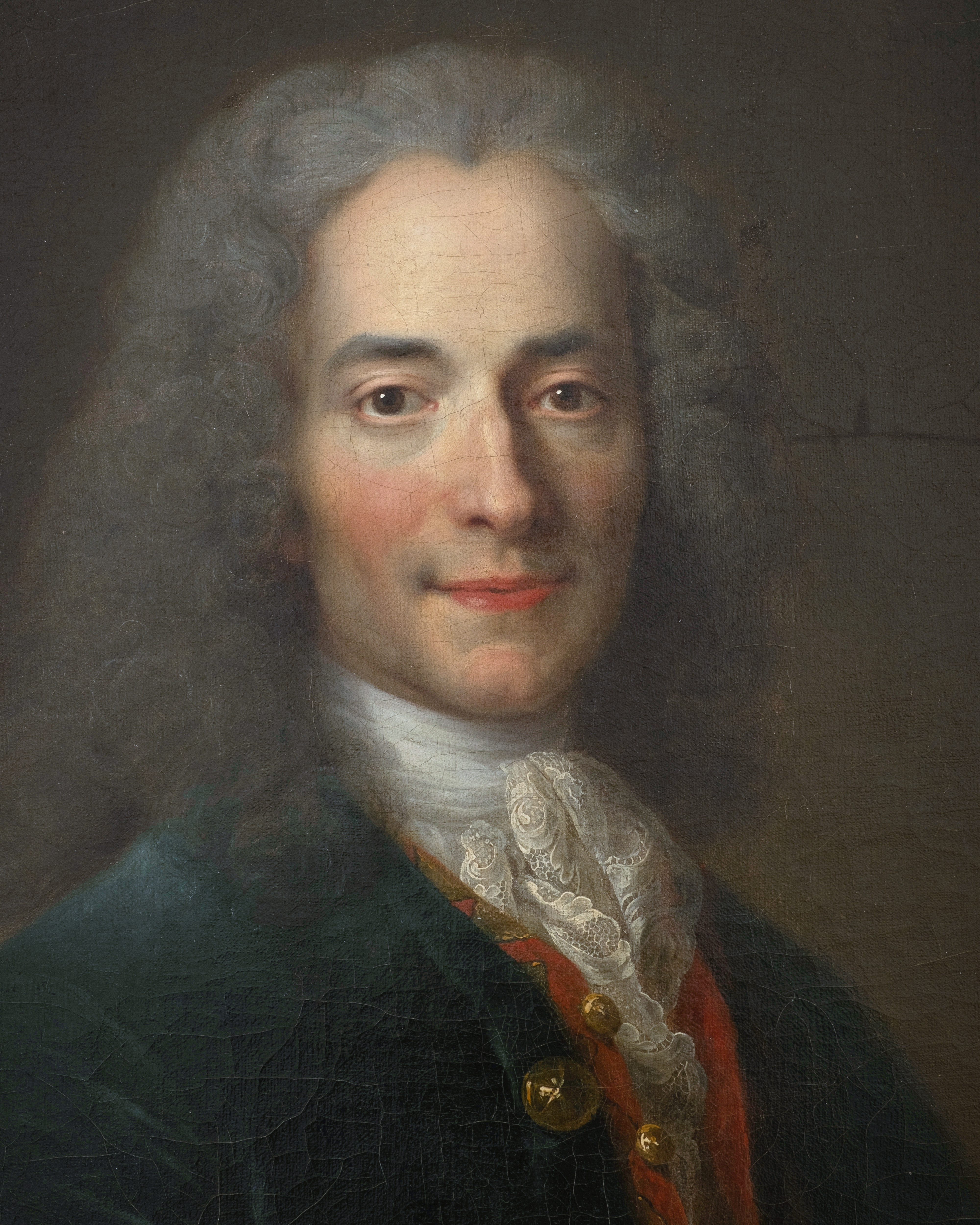
ولتر

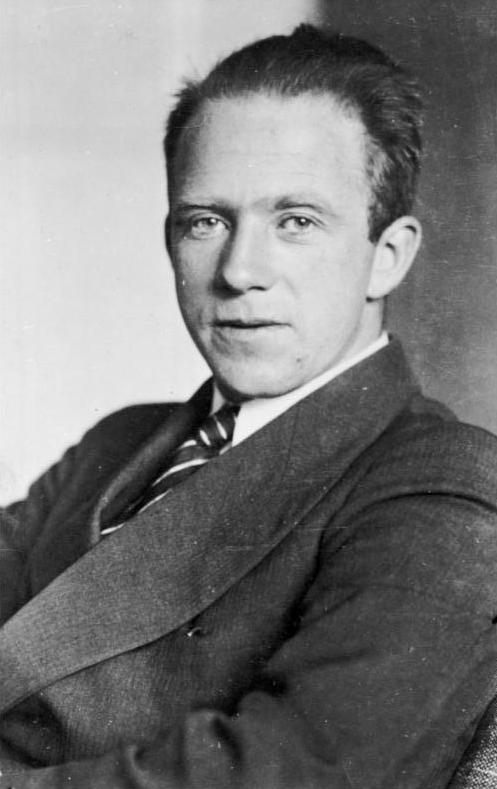
ورنر کارل هایزنبرگ

این فهرست مختصری از کسانی است که خدا (دادارباور) شناخته شده‌اند، این عقیده باور به خدا بر اساس الهیات طبیعی است.
- [۱][۲]
- آدام اسمیت (۱۷۲۳–۱۷۹۰)، فیلسوف و اقتصاددان اسکاتلندی، پدر اقتصاد مدرن.[۳]
- آناکساگوراس (۵۰۰ ق. م-۴۲۸ ق. م)، فیلسوف پیشاسقراطی یونانی.[۴]
- آنتونی فلو (۱۹۲۳–۲۰۱۰)، فیلسوف بریتانیایی و بی‌خدای سابق مشهور.[۵]
- آندره ساخاروف (۱۹۲۱–۱۹۸۹)، فیزیکدان هسته‌ای شوروی، دگراندیش و فعال حقوق بشر.[۶]
- آیزاک نیوتن (۱۶۴۲–۱۷۲۷)، فیزیک‌دان، ریاضی‌دان و اخترشناس انگلیسی.[۷][۸][۹][۱۰]
- ابن رشد (۱۱۲۶–۱۱۸۹)، علامه اندلسی، استاد ارسطوگری و فلسفه اسلامی، ریاضی، ستاره‌شناسی و دیگر علوم[۱۱][۱۲]
- ابوالعلاء معری (۹۷۳–۱۰۵۸)، فیلسوف نابینای عرب، شاعر، نویسنده و خردگرا.[۱۳]
- احمد کسروی (۱۸۹۰–۱۹۴۶)، زبان‌شناس و مورخ ایرانی.[۱۴]
- ارسطو (۳۸۴ ق. م-۳۲۲ ق. م)، فیلسوف یونان باستان فلسفه و علامه، شاگرد افلاطون و آموزگار اسکندر.[۱۵][۱۶][۱۷]
- ارنست رادرفورد (۱۸۷۱–۱۹۳۷)، شیمی‌دان نیوزیلندی، پدر فیزیک هسته‌ای.[۱۸][۱۹]
- الکساندر پوپ (۱۶۸۸–۱۷۴۴)، شاعر انگلیسی قرن هجدهم.
- ایتن آلن (۱۷۳۸–۱۷۸۹)، انقلابی و رهبر چریکی در آمریکای اولیه.[۲۰]
- بنجامین فرانکلین (۱۷۰۶–۱۷۹۰)، دانشمند همه‌چیزدان آمریکایی، از پدران بنیان‌گذار ایالات متحده آمریکا[۲۱]
- تامس پین (۱۷۳۷–۱۸۰۹)، نویسنده انقلابی انگلیسی از پدران بنیان‌گذار ایالات متحده آمریکا.[۲۲]
- تامس جفرسون (۱۷۴۳–۱۸۲۶)، از پدران بنیان‌گذار آمریکا، نویسنده اصلی اعلامیه استقلال ایالات متحده آمریکا.[۲۳][۲۴][۲۵]
- توپاک شکور (۱۹۷۱–۱۹۹۶)، رپر، بازیگر و فعال آمریکایی.
- توماس ادیسون (۱۸۴۷–۱۹۳۱)، مخترع و بازرگان آمریکایی.[۲۶]
- جان لاک (۱۶۳۲–۱۷۰۴)، فیلسوف برجسته انگلیسی در زمینه تجربه‌گرایی.[۲۷]
- جورج واشینگتن (۱۷۳۲–۱۷۹۹)، یکی از پدران بنیان‌گذار ایالات متحده آمریکا، و اولین رئیس‌جمهور آمریکا.[۲۸]
- جیمز مدیسون (۱۷۵۱–۱۸۳۶)، «پدر قانون اساسی ایالات متحده آمریکا»، یکی از پدران بنیان‌گذار ایالات متحده آمریکا، ۴امین رئیس‌جمهور آمریکا.[۲۸]
- جیمز وات (۱۷۳۶–۱۸۱۹)، مخترع و مهندس مکانیک اسکاتلندی، از آغازگران انقلاب صنعتی.[۲۹][۳۰]
- چارلز سندرز پرس (۱۸۳۹–۱۹۱۴)، فیلسوف و منطقدان آمریکایی، پدر عمل‌گرایی.[۳۱]
- چارلز لایل (۱۷۹۷–۱۸۷۵)، وکیل بریتانیایی و از مهم‌ترین زمین‌شناسان عصر خود.[۳۲]
- دیمیتری مندلیف (۱۸۳۴–۱۹۰۷)، شیمیدان و مخترع روسی، مبدع اولین جدول تناوبی عناصر.[۳۳]
- رابرت هوک (۱۶۳۵–۱۷۰۳)، فیلسوف طبیعی و دانشمند همه‌چیزدان انگلیسی.[۳۴]
- زکریای رازی (۸۶۵–۹۲۵)، علامه، فیلسوف، پزشک و محقق ایرانی.[۳۵]
- ژان لروند دالامبر (۱۷۱۷–۱۷۸۳)، ریاضیدان و فیلسوف فرانسوی، او به همراه دنی دیدرو آنسیکلوپدی را نوشت.[۳۶]
- ژان-باتیست لامارک (۱۷۴۴–۱۸۲۹)، طبیعی‌دان و زیست‌شناس فرانسوی، از اولین نظریه‌پردازان فرگشت.[۳۷]
- ژول ورن (۱۸۲۸–۱۹۰۵)، نویسنده پیشتاز علمی–تخیلی فرانسوی، نویسنده رمان‌هایی چون بیست هزار فرسنگ زیر دریا، و دور دنیا در هشتاد روز.[۳۸]
- سیسرون (۱۰۶ ق. م-۴۳ ق. م)، سیاستمدار رومی، نظریه‌پرداز سیاسی و فیلسوف.[۳۹]
- سیمون نیوکامب (۱۸۳۵–۱۹۰۹)، ریاضیدان و ستاره‌شناس کانادایی-آمریکایی.[۴۰]
- فریدریش دوم (۱۷۱۲–۱۷۸۶)، شاه پروسی از خاندان هوهنتسولرن.[۴۱]
- فریدریش شیلر (۱۷۵۹–۱۸۰۵)، شاعر، فیلسوف، نویسنده و مورخ آلمانی.[۴۲]
- کارل فریدریش گاوس (۱۷۷۷–۱۸۵۵)، ریاضیدان و فیزیکدان آلمانی.[۴۳][۴۴][۴۵][۴۶]
- کولین مک‌لورین (۱۶۸۹–۱۷۴۶)، ریاضیدان اسکاتلندی.[۴۷]
- گوتفرید لایبنیتس (۱۶۹۴–۱۷۱۶)، فیلسوف و ریاضیدان آلمانی.[۴۸]
- گوتهولد افرایم لسینگ (۱۷۲۹–۱۷۸۱)، فیلسوف، منتقد و نویسنده آلمانی.[۴۹]
- لئوناردو داوینچی (۱۴۲۵–۱۵۱۹)، نقاش، معمار، موسیقیدان و دانشمند رنسانس ایتالیایی.[۵۰][۵۱]
- لوئیس والتر آلوارز (۱۹۱۱–۱۹۸۸)، فیزیکدان نظری آمریکایی برنده جایزه نوبل فیزیک.[۵۲]
- لودویگ بولتزمان (۱۸۴۴–۱۹۰۶)، فیزیکدان اتریشی از پایه‌گذاران مکانیک آماری.[۵۳][۵۴]
- مارتین گاردنر (۱۹۱۴–۲۰۱۰)، ریاضیدان آمریکایی و نویسنده علم به زبان ساده، با علاقه به شک‌گرایی علمی.[۵۵]
- ماکس برن (۱۸۸۲–۱۹۷۰)، فیزیکدان و ریاضیدان آلمانی-بریتانیایی.[۵۶][۵۷]
- ماکس پلانک (۱۸۵۸–۱۹۴۷)، فیزیکدان آلمان، بنیان‌گذار فیزیک کوانتومی.[۵۸]
- ماکسیمیلیان روبسپیر (۱۷۵۸–۱۷۹۴)، انقلابی فرانسوی و حقوقدان.[۵۹]
- موسی مندلسون (۱۷۲۹–۱۷۸۶)، فیلسوف آلمانی.[۶۰]
- میخاییل لومونسف (۱۷۱۱–۱۷۶۵)، دانشمند و نویسنده روسی.[۶۱]
- ناپلئون بناپارت (۱۷۶۹–۱۸۲۱)، رهبر سیاسی و نظامی فرانسوی.[۶۲]
- نیک کیو (۱۹۵۷-)، موسیقیدان، نویسنده و بازیگر استرالیایی.[۶۳][۶۴]
- نیل آرمسترانگ (۱۹۳۰–۲۰۱۲)، فضانورد ناسا، اولین انسان قدم گذاشته بر سطح ماه.[۶۵]
- هامفری دیوی (۱۷۷۸–۱۹۲۹)، شیمیدان نوآور بریتانیایی.[۶۶]
- ورنر فون براون (۱۹۱۲–۱۹۷۷)، مهندس هوافضای آلمانی-آمریکایی، از پیشتازان فناوری راکت.[۶۷]
- ورنر کارل هایزنبرگ (۱۹۰۱–۱۹۷۶)، فیزیک نظری آلمانی برنده جایزه نوبل فیزیک، شناخته‌شده برای اصل عدم قطعیت.[۶۸][۶۹]
- ولتر (۱۶۹۴–۱۷۷۸)، فیلسوف عصر روشنگری فرانسه.[۷۰]
- ویکتور هوگو (۱۸۰۲–۱۸۸۵)، نویسنده و هنرمند فرانسوی.[۷۱][۷۲]
- ویلیام هوگارت (۱۶۹۷–۱۷۶۴)، نقاش و هنرمند تجسمی انگلیسی[۷۳]
- پیتبول خواننده و آهنگ ساز مشهور کوبایی-امریکایی